# Leodete Barreira Soares
Leodete Barreira Soares foi prefeita de Barreiras do Piauí por dois mandatos. 
Em 2002, com a cassação de Glênio Barreira, ela assumiu como a primeira mulher a ocupar o cargo no município e foi reeleita em 2004 com votação de 1.263 votos, vencendo Alano Barreira.
Mais tarde, Leodete teve as contas de 2007 rejeitadas. O relator da matéria, Conselheiro Anfrísio Castelo Branco, votou pela imputação de débito no valor de R$19.969,00, relativo a pagamentos incompatíveis com serviços realizados em obras públicas, e mais R$2553,00 referente a divergências na movimentação financeira. Além disso a gestora foi multada em 2.000 UFR-PI.